# Michelagnolo Galilei
Michelagnolo Galilei, także Michelangelo (ur. 18 grudnia 1575 we Florencji, zm. 3 stycznia 1631 tamże) – włoski kompozytor i lutnista doby późnego renesansu i wczesnego baroku, działający głównie w Bawarii i w Polsce. Był on synem znanego kompozytora i teoretyka muzyki Vincenza Galilei oraz młodszym bratem Galileusza (Galileo Galilei).

## Życiorys
Michelagnolo urodził się we Florencji w 1575 roku. Pochodził z muzykalnej rodziny. Jego ojciec, związany z Cameratą Florencką, był jednym z najbardziej wpływowych teoretyków muzyki swoich czasów, zaś jego brat, Galileo, również uzyskał muzyczne wykształcenie. Michelagnolo od najmłodszych lat kształcony był na lutnistę, a zamiarem jego ojca było najprawdopodobniej zapewnienie mu kariery na dworze florenckim. Śmierć Vincenza w 1591 roku przekreśliła te plany.
Michelagnolo w wieku szesnastu lat wyjechał do Padwy, oddając się pod opiekę swojego starszego brata, Galilea. W maju 1593 roku został wysłany do Polski, prawdopodobnie na dwór Książąt Radziwiłłów, mecenasów sztuki, gdzie przebywał do 1599 roku. Michelagnolo wrócił do Włoch i za pośrednictwem swojego brata próbował zdobyć posadę na dworze Medyceuszy, jednak bez powodzenia. W 1600 roku ponownie wyjechał do Polski, tym razem jednak dostał oficjalną posadę na dworze (prawdopodobnie Radziwiłłów) i bardzo wysoką pensję wraz z wszelkimi wygodami mającymi mu zapewnić wysoki poziom życia. 
W planach rodziny Galilei było utrzymanie kontaktów z dworem polskich książąt i utorowanie drogi do kariery młodemu Vincenzowi, synowi Michelagnola i przyszłemu lutniście. Po sześciu latach pobytu w Polsce Michelagnolo wrócił ponownie do Padwy.
W 1608 roku otrzymał posadę w Hofkapelle na dworze księcia Bawarii Maksymiliana I i przeniósł się do Monachium. W Monachium poznał swą przyszłą żonę, Annę Clarę Bandinelli. Michelagnolo i Anna doczekali się siedmioro dzieci, z których dwóch synów (Vincenzo i Alberto Cesere) miało w przyszłości również zostać lutnistami. Pobyt na dworze książęcym okazał się nie być dla Michelagnola szczęśliwy. Przez ostatnie lata swojego życia zmagał się z coraz trudniejszą sytuacją finansową i w listach nieustannie błagał swego brata Galilea o pieniądze.
Obu synów Michelagnola zostaje wysłanych do Rzymu, gdzie kształcili się w grze na lutni i teorbanie. Po śmierci Michelagnola w 1631 roku, Vincenzo został wysłany do Polski, a Alberto Cesere przejął po swym ojcu posadę lutnisty na dworze w Monachium.

## Muzyka i spuścizna
Michelagnolo był artystą bardzo nowatorskim, a jego wrażliwość i smak wyprzedzały swoją epokę. Słynął z niezwykle wyrafinowanych i opartych na dysonansach kompozycji, w których celowo odrzucał dotychczasowe pojęcie harmonii, torując tym samym drogę stylowi, zwanemu później style brisé. Jego muzyka była na owe czasy niezwykle trudna i nieraz szokująca, z czego sam artysta zdawał sobie sprawę, komponując grupy utworów (proto-suity), składające się z następujących po sobie utworów o różnym poziomie skomplikowania, które rozpoczynała toccata, następnie jedno lub więcej corrente i volta.
Do dziś zachowały się dwie publikacje utworów Michelagnolo: wydana w 1620 roku w Monachium Il Primo Libro d'Intavolatura di liuto di Michelagnolo Galilei [...] oraz rękopiśmienna tabulatura z biblioteki Jagiellońskiej w Krakowie.